# حرب الكونفدرالية
حرب الكونفدرالية (بالإسبانية: Guerra contra la Confederación) كانت مواجهة عسكرية شنتها تشيلي، بالتعاون مع المنشقين من بيرو، والكونفدرالية الأرجنتينية بين عامي 1836 و1839. كانت تلك الحرب نتيجة لإعلان تكوين كونفدرالية بيرو وبوليفيا على يد سالافيري وسانتا كروز، ما سبب صراعًا على السلطة في أمريكا الجنوبية، مع تشيلي والكونفدرالية الأرجنتينية؛ إذ لم تمنح هاتان الدولتان الثقة للكيان السياسي القوي المتكون حديثًا، ومثَّل لهم هذا الكيان تهديدًا جيوسياسيًا. أعلنت تشيلي والكونفدرالية الأرجنتينية الحرب على كونفدرالية بيرو وبوليفيا بعد فترة قصيرة، بالرغم من قيام كل منهما بالحرب بصورة مستقلة.
شنت تشيلي الحرب بالتعاون مع المنشقين من بيرو منذ عام 1836، أولئك الذين كانوا أعداء لسانتا كروز. استطاع اللواء لويس خوسيه دي أوربيغوسو، أحد أتباع سانتا كروز، التمرد ضده في عام 1838 لاستعادة بيرو بحكومة جديدة. ولكن الأمر انتهى به إلى الهزيمة على يد القوات التشيلية نظرًا لعدم تحالفه معهم. لم تحقق الكونفدرالية الأرجنتينية أي تقدم ملموس بين عامي 1837 و1838، وسببت شللًا لجبهتها العسكرية وخسرت بعض المناطق في شمال سان سلفادور دي خوخوي. استطاعت القوات التشيلية بالتعاون مع منشقي بيرو من الانتصار في معركة يونغاي في عام 1839. تسببت تلك المعركة في حل كونفدرالية بيرو وبوليفيا، ونفي سانتا كروز، واستعادة بيرو وبوليفيا، بين عدد من العواقب الأخرى.

## الخلفية
كان إنشاء كونفدرالية بيرو وبوليفيا في عام 1836 على يد المشير سانتا كروز إنذارًا للدول المجاورة. نشأت قوة هذه الدولة بالتعارض مع الأرجنتين، وتشيلي؛ لا بسبب مساحتها فقط ولكن بالتهديد المحتمل لهذه الدولة الثرية التي ستمثل علامة في تلك المنطقة. انزعج ديغو بورتاليس، أهم رجل دولة في تشيلي خلال القرن التاسع عشر، الذي امتلك سلطات خلف الرئيس خوسيه خواكين برييتو، من زعزعة الكونفدرالية الجديدة للتوازن الإقليمي وتشكيلها لتهديد على الاستقلال التشيلي، وبالتالي اعتبر الكونفدرالية الجديدة عدوًا في الحال.
ولكن الحرب لم تكن لهذا السبب الوحيد. فكلتا الدولتين كانتا في حالة منافسة شرسة على مستوى أعمق، للسيطرة على الطرق التجارية في المحيط الهادئ، وبالنسبة للتشيليلن على وجه الخصوص، والذين كانت علاقاتهم مع بيرو المستقلة متوترة بالمشكلات الاقتصادية حول التنافس بين موانئ كاياو وفالبارايسو. نُظر للكونفدرالية كتهديد خطير للاهتمامات الاقتصادية بالنسبة لملاك الأراضي في بيرو الشمالية.[بحاجة لمصدر]

### الحرب الجمركية
بدأ الصراع بين الدولتين باختلاف جمركي بسيط. وقَّع رئيس بيرو فيليبي سالافيري في يناير 1835، اتفاقية الصداقة والتجارة والملاحة مع تشيلي. ولكن أُبطلت تلك الاتفاقية مع قدوم الرئيس الجديد اللواء لويس أوربيغوسو في بيرو، وذلك في 14 فبراير 1836. كانت الكونفدرالية في طور التشكل في هذه الأثناء. رفعت بيرو جمركها على القمح التشيلي لإجبارها على التفاوض، من 12 سينت إلى 3 بيسوس، في زيادة تُقدر بـ 2400%. ردت عليها تشيلي برفع جمركها على سكر بيرو بنفس الكمية. نمت العداوات بين الدولتين، حتى عرض الوزير المكسيكي (السفير) في تشيلي التوسط في هذا الصراع. استمر الصراع المفتوح لمدة من الزمن.

### بعثة فريري
نُفي الرئيس التشيلي السابق واللواء رامون فريري سيرانو إلى ليما بعد انتصار الحزب المحافظ في الحرب الأهلية التشيلية 1829-1830. استطاع الحصول على معونة صغيرة من الحكومة الكونفدرالية وجهز نفسه بفرقاطة وحاول استعادة السلطة من إدارة بريتو. فشلت تلك المغامرة فشلًا ذريعًا. قُبض على السفينة أوربيغوسو على يد الفرقاطة مونتيغودو في 28 يوليو عام 1836، وأصبحت جزءًا من الأسطول التشيلي. تمكن فريري في هذه الأثناء من السيطرة على مدينة أنكود، ولكنه هُزم بعد ذلك وقُبض عليه شخصيًا، وأرسل إلى السجن مدى الحياة في جزر خوان فرنانديز. ونُفي إلى أستراليا لاحقًا.

## التصعيد

### الغارة على كاياو
كانت لبعثة فريري نتيجة ثانوية. قرر بورتاليس التصعيد والإعداد لغارة مفاجئة لمنع المزيد من التدخل من الحكومة الكونفدرالية في الشؤون الداخلية التشيلية. وأعطى أوامره للبحار الإسباني فيكتورينو غاريدو لقيادة الأسطول التشيلي الصغير، وأمره بشن الغارات على الأسطول الكونفدرالي المقيم في ميناء كاياو أيضًا. وصل غاريدو مع سفينة أكويليس بنية حسنة للزيارة، وشن هجمة صامتة في المساء من يوم 21 أغسطس 1836، وتمكن من أسر 3 سفن كونفدرالية: سانتا كروز وأركيوبينو وبيروفانيا.

### إعلان تشيلي للحرب
حاول المشير أندريس دي سانتا كروز الدخول في مفاوضات مع الجانب التشيلي بدلًا من الدخول في حرب في الحال. أرسل الكونغرس التشيلي مبعوثه المفوض مطلق الصلاحية للتفاوض، ماريانو إيغانا، حول اتفاقية مكونة من عدة نقاط: مدفوعات الديون الدولية التي تدين بها بيرو لتشيلي، حدود الجيوش المتصارعة، الاتفاقيات التجارية، تعويض تشيلي عن بعثة فريري، وانحلال الكونفدرالية. وافق سانتا كروز على كل البنود عدا الانحلال. رد الجانب التشيلي بشن الحرب في 28 ديسمبر 1836. اعترفت القوى الكبرى في العالم في ذلك الوقت بالمشير سانتا كروز والكونفدرالية المتكونة دبلوماسيًا، ومن هذه القوى بريطانيا العظمى وفرنسا والولايات المتحدة، بينما قرر حلفاء تشيلي التمسك بالموقف المحايد (الأرجنتين والإيكوادور). 

### إعلان الأرجنتين للحرب
دعم المشير سانتا كروز مجموعات من معارضي الأرجنتين، المعارضين للكوديلو خوان مانويل دي روساس، ونتيجة هذا التدخل في الشؤون الداخلية، تحركت الدولة لإعلان الحرب في 9 مايو عام 1837، دعمًا للمقاطعة الشمالية لتوكومان، التي وقعت تحت تهديد قوات سانتا كروز. دعمت فرنسا الجهود الحربية لسانتا كروز عبر الحصار الفرنسي لريو دي لا بلاتا، في محاولة يائسة لانتزاع روساس من السلطة.
بالرغم من معارضة تصرف دولتي الأرجنتين وتشيلي لنفس الاتفاقية، دخلت الدولتان في الحرب كل منهما بصورة مستقلة، بسبب الكراهية العميقة بين بورتاليس وروساس، واستمرت الدولتان في التصرف دون تعاون خلال كامل مسار الصراع. هزمت قوات سانتا كروز جيشًا أرجنتينًا يهدف للإطاحة به في عام 1837.

### اغتيال بورتاليس
فرضت الحكومة التشيلية الأحكام العرفية لإصلاح موقفها المتدهور مع الرأي العام، الذي عارض الحرب ولم يفهم المغزى منها، وطلبت صلاحيات تشريعية استثنائية من الكونغرس وحصلت عليها. حصلت محكمة عسكرية على الموافقة في 1837 ومُنحت كل الصلاحيات لمقاضاة كل المواطنين خلال فترة الحرب. اتُّهمت معارضة إدارة برييتو بورتاليس بالطغيان، وبدأت حملة صحفية ضده شخصيًا وضد الحرب غير المقبولة شعبيًا في العموم.
أثرت المعارضة السياسية والعامة على الجيش في الحال، بعد الحملات التطهيرية التي وقعت خلال الحرب الأهلية التشيلية 1829-1830. احتجز قائد فوج مايبو كورونيل خوسيه أنطونيو فيدرو، بورتاليس وسجنه، أثناء مراجعة القوات في الثكنات العسكرية في كويلوتا. تقدم فيدرو في الحال للهجوم على فالباراسيو مدفوعًا باعتقاد خاطئ عن الرأي العام، وظنه أن هذا الرأي العام المعارض سيدعمه للإطاحة بالحكومة. هزمه اللواء البحري مانويل بلانكو إنكالادا، وذلك خارج الميناء في معركة بارون. كان النقيب سانتياغو فلورين مسؤولًا شخصيًا عن بورتاليس، وأطلق الرصاص عليه عندما سمع بالأخبار، في 6 يونيو 1837. أسر أغلب المتآمرين وأعدموا.

انتشر الاعتقاد بأن هذا الاغتيال كان بتخطيط من المشير سانتا كروز، ما سبب تغير الرأي العام التشيلي. قلصت الحكومة من الأحكام العرفية، واصطف البلد خلف الحكومة. أصبحت الحرب قضية مقدسة، وأصبح بورتاليس شهيد الحرب. 

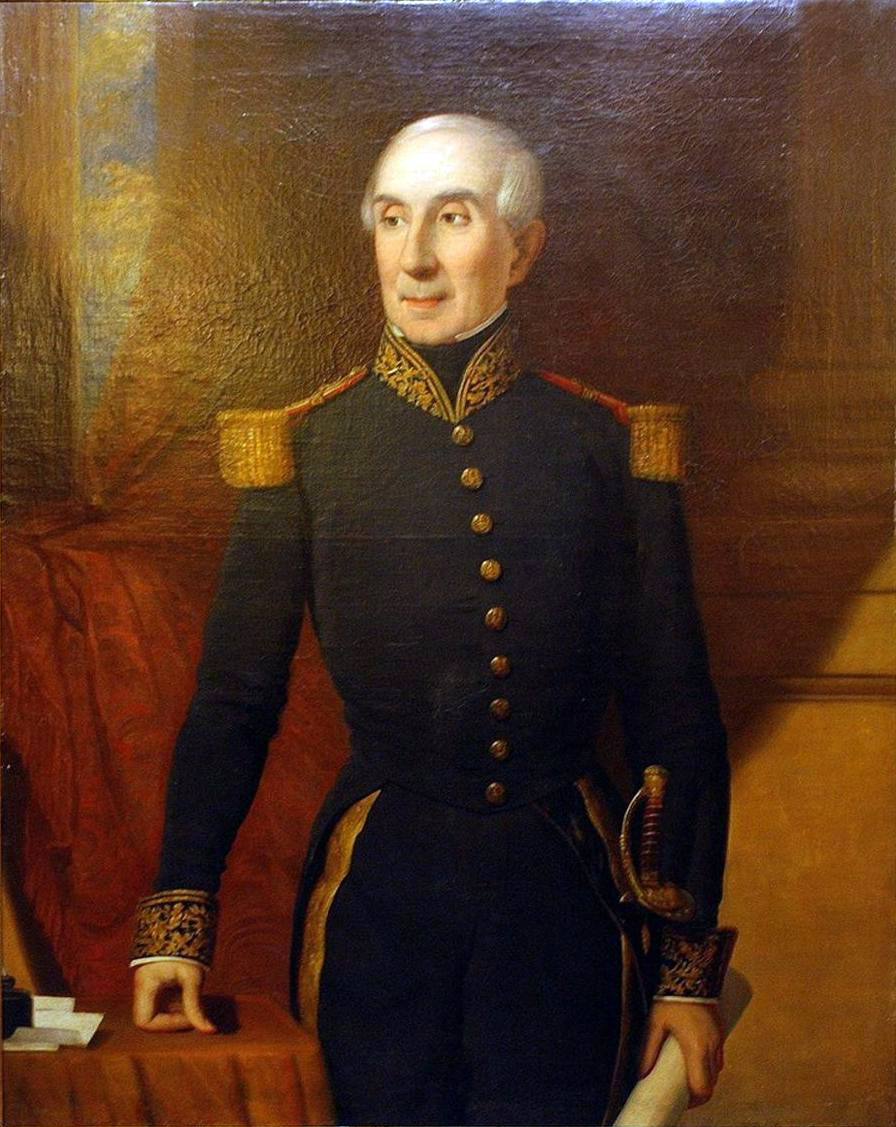
الأدميرال التشيلي مانويل بلانكو إنكالادا
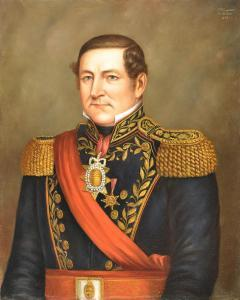
الجنرال الأرجنتيني خوان مانويل دي روساس
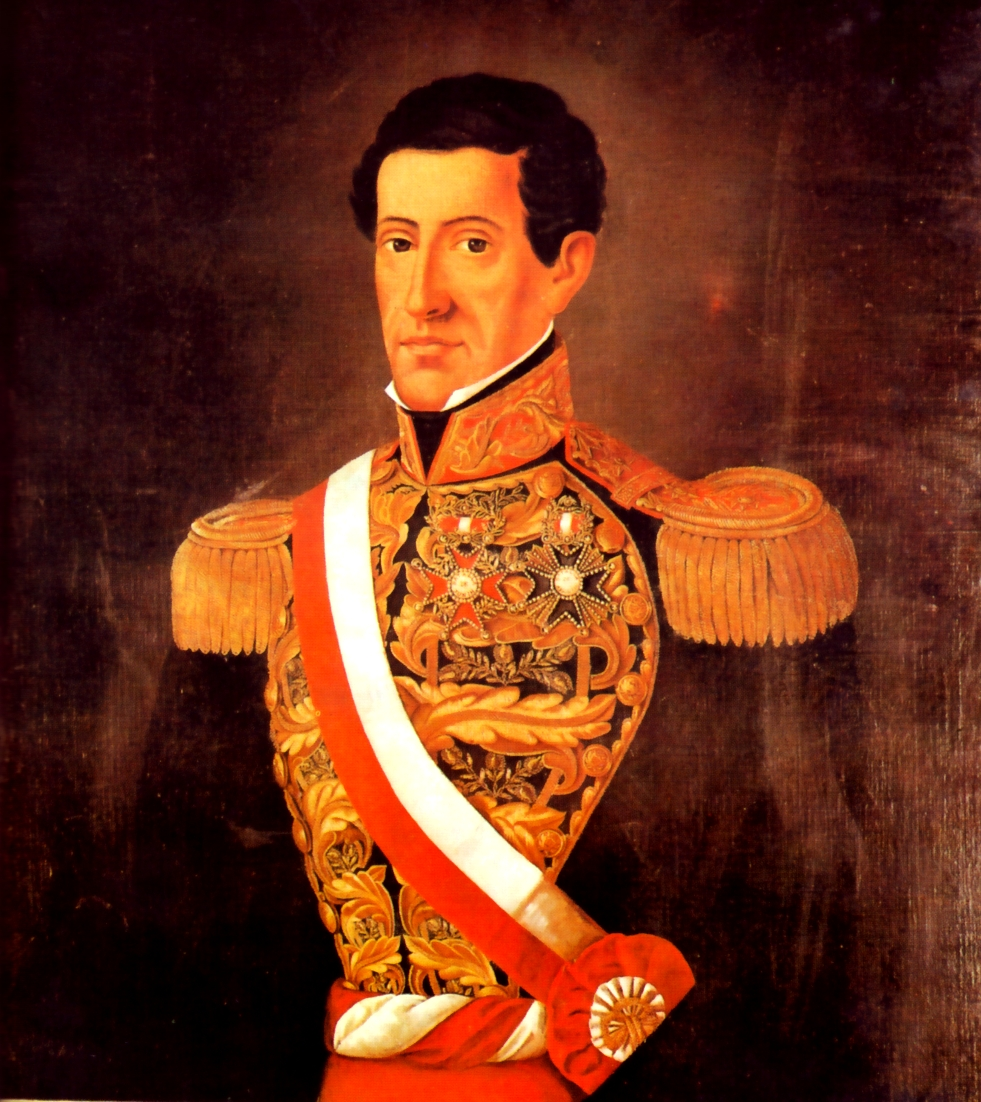
الجنرال البيروفي أوغستين غامارا